# Спасов, Ферарио
Ферарио Иванов Спасов (болг. Ферарио Иванов Спасов; 20 февраля, 1962, Дупница, Болгария — 11 ноября, 2023, Шереметя, Великотырновская область, Болгария) — болгарский футболист и тренер.

## Биография
В качестве футболиста долгое время выступал за «Осам» (будущий «Литекс») из Ловеча. В качестве тренера несколько раз возглавлял эту команду, вместе с которой Спасов становился чемпионом и обладателем кубка страны. Наставник также руководил другим известным клубом Болгарии — ЦСКА (София). Также в разные годы он тренировал «Берое», «Ботев», «Монтану» и ряд других местных коллективов.

## Достижения
- Чемпион Болгарии (1): 1998/99.
- Обладатель Кубка Болгарии (1): 2000/01.

## Гибель
11 ноября 2023 года 61-летний Ферарио Спасов возвращался на своем автомобиле после матча своей команды "Дунав" (Лом) против "Локомотива" из Горна-Оряховицы. Около 17:00 на дороге София-Варна у села Шереметя белый автомобиль на скорости 150 км/ч вылетел на встречную полосу и врезался в машину, который управлял тренер. От полученных травм Спасов скончался на месте.